# Sjenica
Sjenica (em cirílico: Сјеница) é um município da Sérvia, pertencente ao distrito de Zlatibor. A sua população era de 13056 habitantes segundo o censo de 2011.

## Demografia
| 1948 | 1953 | 1961 | 1971 | 1981  | 1991  | 2002  | 2011  |
| ---- | ---- | ---- | ---- | ----- | ----- | ----- | ----- |
| 3805 | 4478 | 5124 | 8552 | 11136 | 14445 | 13161 | 13056 |